# Syllepte mahafalalis
Syllepte mahafalalis là một loài bướm đêm trong họ Crambidae.